# Processieverbod
Het  processieverbod was van 1848 tot de grondwetsherziening in 1983 een verbod in Nederland op het uitvoeren van katholieke processies.

## Geschiedenis
Sinds de Reformatie was de publieke uitoefening van de katholieke religie binnen het territoor van de Republiek der Verenigde Nederlanden verboden. De Bataafse Revolutie van 1795 realiseerde wettelijke en bestuurlijke vernieuwingen, waaronder religievrijheid. Het herleven van processies en groepsbedevaarten bracht echter in Nederland onder de protestanten zo veel onrust en irritatie teweeg, dat de overheid de godsdienst in de publieke ruimte weer aan banden begon te leggen, wat resulteerde in artikel 167 van de grondwet van 1848. Hierin werd de ‘openbare godsdienstoefening buiten gebouwen en besloten plaatsen’ in het algemeen verboden. Dit artikel wordt kortheidshalve ook wel het 'processieverbod' genoemd. Het verbod bestond in Nederland formeel van 1848 tot 1983. Hoewel het in principe voor alle geloven gold, was het grondwetsartikel in feite in het leven geroepen met het oog op het tegengaan van katholieke processies en andere religieuze publieke rituelen (kerkelijke begrafenissen, bedevaarten etc.).

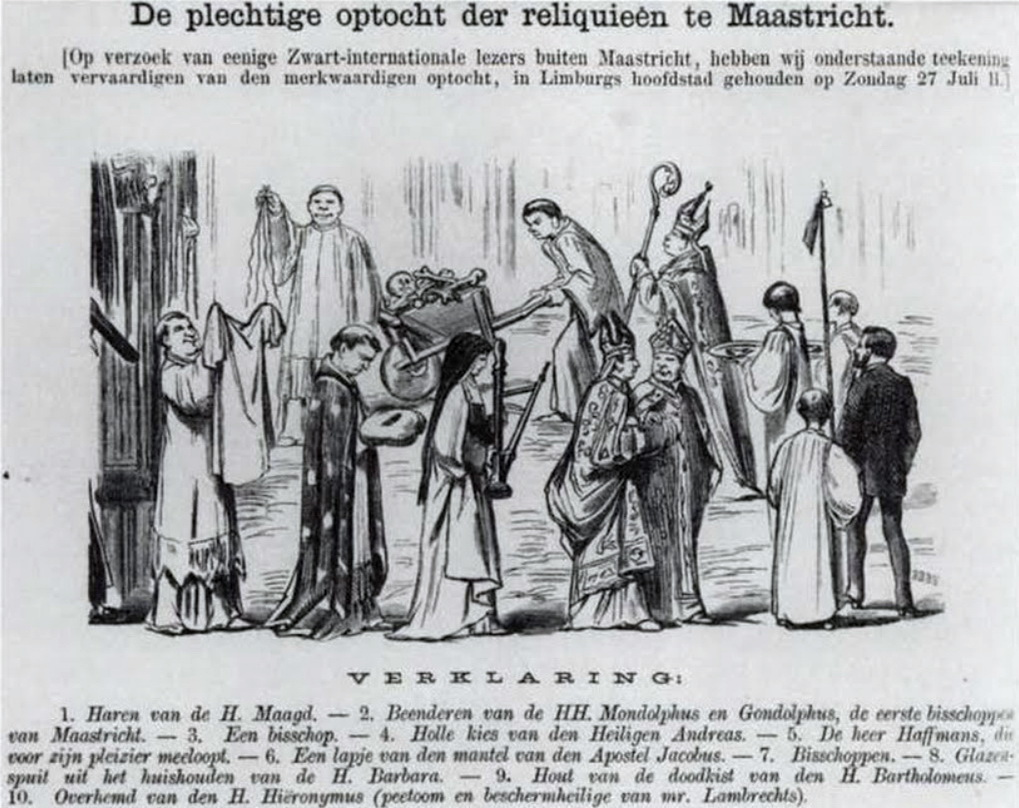
Spotprent naar aanleiding van een Maastrichtse reliekenprocessie (Uilenspiegel, 16 augustus 1873)

De Nederlandse Grondwet bevatte vanaf de Grondwet van 1848 tot en met de Grondwet van 1972 (art. 167 Gw 1848; art. 184 Gw 1972) een regeling, die het voor plaatselijke overheden in delen van het land waar katholieke processies tot 1848 niet gebruikelijk waren, mogelijk maakte om die processies te verhinderen. In de praktijk werden dergelijke processies verboden ten noorden van de grote rivieren. Het tweede lid van artikel 184 was gebaseerd op een Franse wet en een Koninklijk Besluit van 23 april 1822, waarbij voor de noordelijke provincies het houden van processies alleen werd toegestaan daar waar zulks altijd, zonder enige interruptie, had plaatsgehad, zoals bijvoorbeeld, althans zo meende men indertijd, de Sint-Jansprocessie in Laren (NH). Als reactie op het herstel van de bisschoppelijke hiërarchie en de daaropvolgende Aprilbeweging in 1853, werd vanwege de angst voor een toenemende publieke manifestatie van katholieken, de regelgeving en de vervolging bij overtreding daarvan aangescherpt in de artikelen 6 en 9 van de Wet op de Kerkgenootschappen. Het leidde tot verschillende processen, hoewel het zelden tot veroordelingen kwam. Zo procedeerde de Maastrichtse deken Rutten, na het herinvoeren van de van oorsprong middeleeuwse Heiligdomsvaart in 1874, tot de Hoge Raad aan toe, waarbij de rechter hem keer op keer in het ongelijk stelde.
In 1848 stelde Thorbecke reeds dat het processieverbod was ingegeven door geborneerdheid en intolerantie, maar tot in 1983 faalden alle pogingen om het verbod ongedaan te maken. Nog in 1962 sprak de Hoge Raad uit, dat processieverboden niet in strijd waren met de in het Europees Verdrag voor de Rechten van de Mens gegarandeerde vrijheid van godsdienst.
Overtredingen van het verbod hebben tot in de jaren vijftig van de twintigste eeuw op gezette tijden tot de nodige onrust in de samenleving geleid. De kerkelijke vernieuwingen en de oecumene van de jaren zestig namen de heersende gevoeligheden grotendeels weg. Protestanten begonnen zich minder te storen aan processies, terwijl een bepaalde groep katholieken tijdens de Tweede Beeldenstorm processies als een 'ouderwets' ritueel begonnen te beschouwen en zelfs ophielden ze te houden. Mede onder invloed van die cultureel-religieuze veranderingen en de Europese Conventie tot bescherming van de rechten van de mens en de fundamentele vrijheden (1950) veranderden de inzichten en werd het processieverbod, overigens pas in 1983, verwijderd uit de Nederlandse Grondwet. De Grondwet van 1983 stelt wel nog in artikel 6 dat wettelijke regelen kunnen worden gesteld ter zake van godsdienstuitoefening in de openlucht ter bescherming van de gezondheid, in het belang van het verkeer en ter bestrijding of voorkoming van wanordelijkheden.

## België
België heeft sinds het ontstaan als moderne natie (wel ten tijde van de Franse overheersing en onder Joseph II) geen algemeen processieverbod gekend, hoewel er in de 'Hollandse' periode, tussen 1815 en 1830, wel beperkingen werden opgelegd. Het houden van processies, evenals alle andere bijeenkomsten buiten besloten plaatsen kan wel worden onderworpen aan het voorafgaande verlof van de gemeenteoverheid.